# Cantón de Arnay-le-Duc
El Cantón de Arnay-le-Duc es una división administrativa francesa, situada en el departamento de Côte-d'Or y la región Borgoña.
Su consejero general es Pierre Gobbo.

## Geografía
Este cantón está organizado alrededor de Arnay-le-Duc en el distrito de Beaune. Su altitud varía de 307 m (Voudenay) a 528 m (Allerey) con una altitud media de 395 m.

## Composición
El Cantón de Arnay-le-Duc agrupa 20 comunas:
- Allerey
- Antigny-la-Ville
- Arnay-le-Duc
- Champignolles
- Clomot
- Culètre
- Cussy-le-Châtel
- Le Fête
- Foissy
- Jouey
- Lacanche
- Longecourt-lès-Culêtre
- Magnien
- Maligny
- Mimeure
- Musigny
- Saint-Pierre-en-Vaux
- Saint-Prix-lès-Arnay
- Viévy
- Voudenay

## Demografía
| 6793 | 7349 | 7086 | 6454 | 5669 | 5337 | 5225 |
| Para los censos de 1962 a 1999 la población legal corresponde a la población sin duplicidades (Fuente: INSEE [Consultar]) |      |      |      |      |      |      |